# 디그야 국립공원
디그야 국립공원(영어: Digya National Park)은 가나 공화국 소재의 국립공원이다. 1900년에 창립되어 1971년에 국립공원으로 승격되었다. 부지는 볼타 호의 호안을 따라 나 있다.